# Abu-Bakr ibn Úmar al-Lamtuní
Abu-Bakr ibn Úmar ibn Talakakín al-Lamtuní as-Sanhají (àrab: أبو بكر بن عمر اللمتوني, Abū Bakr b. ʿUmar al-Lamtūnī) (?-1076) fou un emir dels almoràvits, dels lamtunes i fundador de Marràqueix.
Era germà de Yahya ibn Úmar al-Lamtuní, que havia succeït a Yahya ibn Ibrahim com a emir de la confederació sanhadja, formada per les tribus lamtuna, gudala i massufa. Vers el 1040 Yahya ibn Ibrahim, en tornar d'un pelegrinatge a la Meca (probablement no personalment sinó que hi va enviar un jurista de la tribu), va portar un savi musulmà maliquita de nom Abd-Al·lah ibn Yassín que havia de convertir de manera efectiva als lamtunes i gudales, només islamitzades superficialment. El savi es va establir a un ribat anomenat Na, en una illa o península de la costa atlàntica, i els va poder convertir. Això fou l'origen de l'estat dels murabitun o almoràvits.
A la mort de Yahya ibn Ibrahim el 1042/1043, Abd Al·lah ibn Yassín era el cap espiritual o imam de la comunitat i va nomenar com a successor a Yahya ibn Umar ibn Talakakin que va morir el 1056 en una incursió contra els ""infidels" al Sudan occidental; l'imam va designar al seu germà Abu-Bakr ibn Umar ibn Talakakin, reputat per la seva valentia i la seva fe. El nou emir va rebre l'encàrrec de conquerir l'Atles marroquí. La seva primera campanya va acabar el 1057/1058 amb la conquesta de la població d'Aghmat, capital dels masamides, Des d'aquest prestigiós centre urbà l'imam va decidir llançar-se contra els barghawata del Marroc, considerats herètics, però va actuar de manera imprudent en la batalla i va resultar mort (1059) i Abu-Bakr va quedar llavors com líder únic dels murabitun o almoràvits. Va aplanar als barghawates i va retornar carregat de botí a Aghmat on va establir la seva capital, i es va casar amb la rica vídua de l'antic governant de la població, la tunisiana Zaynab bint Ishak al-Nafzawiyya, de gran bellesa i intel·ligència. Llavors va confiar el comandament de l'exèrcit al seu nebot Yússuf ibn Taixfín que ja s'havia destacat per la seva habilitat militar i política i que va iniciar la conquesta del Marroc.
La vida a Aghmat no fou fàcil. Els nòmades que l'havien conquerit no gaudien vivint darrere els seus murs i els habitants locals se sentien conquerits. Finalment Abu-Bakr fou convençut de fundar una nova capital més al nord. Va establir la seva nova capital al lloc de la moderna Marràqueix i el trasllat oficial fou el 7 de maig de 1070. Els primers treballs foren construir una kasaba (el Kasr al-hadjar) i un castell de pedra pel tresor, l'harem i les armes. El gener del 1071 va rebre notícies alarmants del desert, i va anar en ajut de la seva tribu deixant el govern del Marroc al seu nebot Yússuf amb seu a la vila en construcció; li va cedir també una gran part de l'exèrcit i la seva dona, que per consell d'ella mateixa, fou repudiada i passat el termini establert a l'islam per la viudetat, es va poder casar amb Yússuf perquè aquest pogués aprofitar la seva experiència dels afers marroquins.
Abu-Bakr va anar al desert, va posar orde, i vers el 1073 estava altre cop al Marroc però es va instal·lar a Aghmat sense anar a Marràqueix, ja que intuïa que Yússuf ni li tornaria la ciutat ni renunciaria al comandament. Després d'una entrevista en ple camp, asseguts en barnús, Abu-Bakr va acceptar els importants regals que Yússuf li va oferir, i va salvar la cara al conservar el títol, retornant al seu país d'origen per reprendre la guerra contra els negres infidels. Va morir en aquesta lluita el 1076 o 1087 al nord del riu Senegal, al massís de Tagant, on s'ha trobat el seu epitafi lapidari.
El seu fill Ibrahim ibn Abi Bakr va anar al Marroc a reclamar la successió, però ben aconsellat, va acceptar valuosos regals i va renunciar.